# Bandeira do Iowa
A bandeira de Iowa consiste em três listras verticais nas cores azul, branca e vermelha, refletindo na história de Iowa como parte do Território francês da Louisiana. Por causa da largura da listra do meio e do desenho simétrico, é, algumas vezes, classificado como "Retângulo Canadense". A imagem de uma águia-de-cabeça-branca com uma grande faixa onde se lê "Our liberties we prize and our rights we will maintain", retirada do selo do estado, está centralizada no meio da listra branca. A palavra "Iowa" está localizada logo abaixo, em vermelho, serifada em maiúsculas. 
A bandeira foi adotada em 1921. Foi aprovada em maio de 1917, pelo Conselho de Defesa do Estado de Iowa. Foi desenhada em 1917, por uma habitante de Knoxville, Senhora Dixie Cornell Gebhardt, das Filhas da Revolução Americana de Iowa.